# Protoproutia laredoata
Protoproutia laredoata là một loài bướm đêm trong họ Geometridae.